# Charlie Babcock
Charlie Babcock é um actor norte-americano que já participou em séries como "Desperate Housewives", "Cold Case" e "8 Simple Rules".